# Andrzej Kupczyk
Andrzej Kupczyk (Polonia, 26 de octubre de 1948) es un atleta polaco retirado especializado en la prueba de 4x720 m, en la que consiguió ser medallista de bronce europeo en pista cubierta en 1972.

## Carrera deportiva
En el Campeonato Europeo de Atletismo en Pista Cubierta de 1972 ganó la medalla de bronce en los relevos de 4x720 metros, con un tiempo de 6:27.6 segundos, llegando a meta tras Alemania Occidental (oro) y la Unión Soviética (plata).